# Kissister vaulogeri
Kissister vaulogeri är en skalbaggsart som först beskrevs av André Théry 1901.  Kissister vaulogeri ingår i släktet Kissister och familjen stumpbaggar. Inga underarter finns listade i Catalogue of Life.